# Nitrate de magnésium
Le nitrate de magnésium est un sel hygroscopique de formule Mg(NO3)2. Il est très soluble dans l’eau et l’éthanol.
Dans l’air, il forme rapidement l’hexahydrate de formule Mg(NO3)2 · 6 H2O. L'hexahydrate existe dans la nature, sous la forme du minéral nitromagnésite, que l'on trouve dans les mines et les grottes.